# Golpe de Estado no Vietnã do Sul em 1963

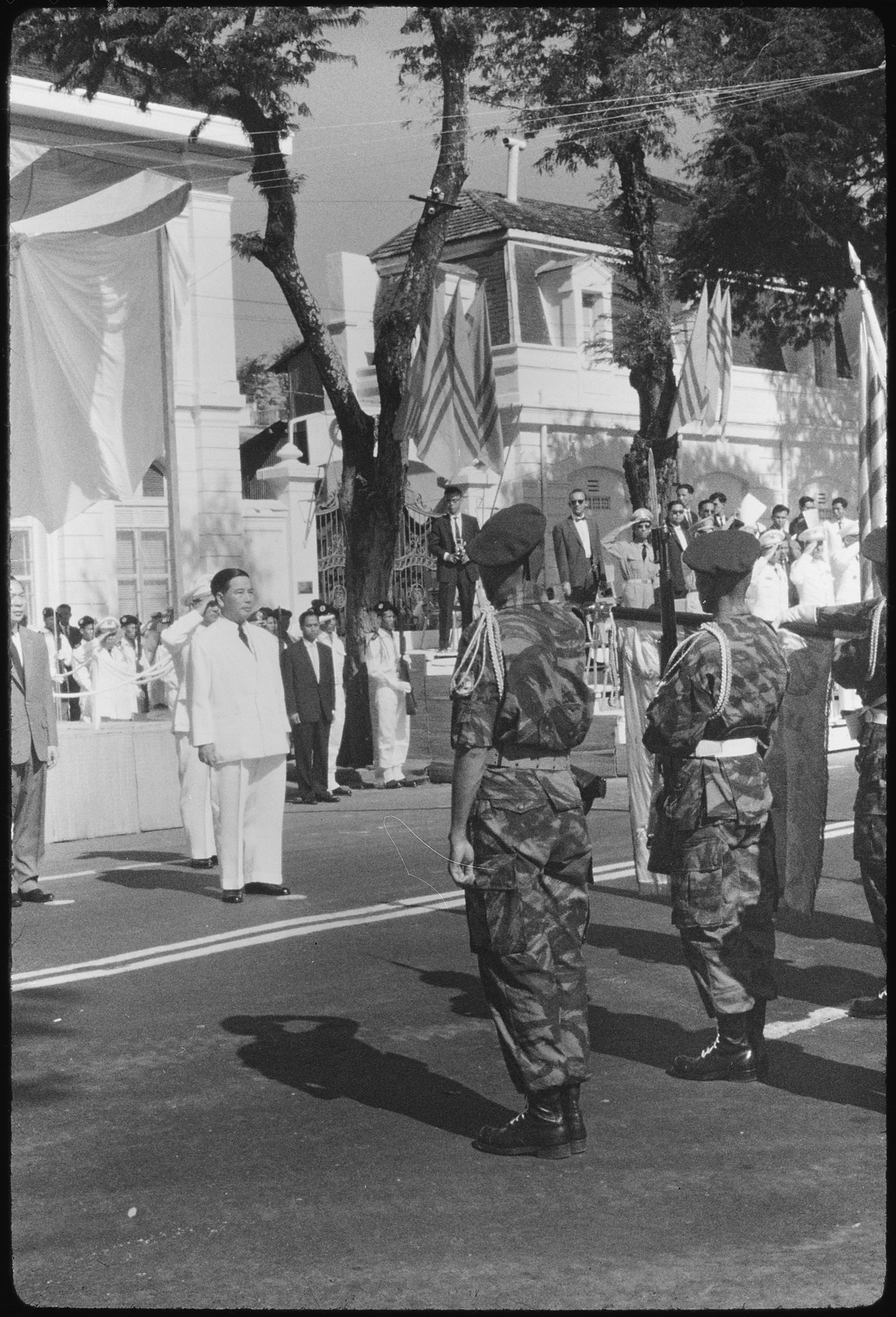
Presidente Diệm, do Vietnã do Sul, deposto em um golpe.

Em 1 de novembro de 1963, o presidente Ngo Dinh Diem do Vietnã do Sul foi deposto por um grupo de oficiais do Exército da República do Vietnã, liderados pelo general Duong Van Minh com apoio da CIA, que não concordavam com a sua gestão da crise budista e, em geral, a sua opressão crescente a grupos nacionais em nome do combate aos comunistas do Vietcong.
Os Estados Unidos tinham conhecimento do planejamento golpe de Estado, mas o Cabo 243 do Departamento de Estado, Embaixador dos Estados Unidos no Vietnã do Sul Henry Cabot Lodge, Jr. declarou que a política dos EUA era não tentar pará-lo. Lucien Conein, a ligação da CIA entre a Embaixada dos EUA e os planejadores do golpe de Estado, disse-lhes que os EUA não iria intervir para detê-lo. Conein, no entanto, forneceu fundos para os líderes do golpe.
Na manhã do dia 2 de novembro de 1963, Diem e seu conselheiro, seu irmão Ngo Dinh Nhu, foram presos depois que as Forças Armadas da República do Vietnam (ARVN) fizeram um bem-sucedido cerco sangrento durante toda a noite no Palácio Gia Long em Saigon. O golpe marcou o fim de nove anos de governo autocrático e nepotista da família no sul do Vietnã. O descontentamento com o regime de Diem era de longa data e explodiu com grandes protestos contra a discriminação religiosa contra os budistas, após o governo ordenar a atirar em manifestantes que desafiaram uma proibição sobre acenar a bandeira budista.
Quando as forças rebeldes entraram no palácio, os irmãos Ngo não estavam presentes, uma vez que tinham escapado na noite anterior ao abrigo do regime partidário em Cholon, distrito de Saigon. Os irmãos mantiveram em comunicação com os rebeldes através de um contato direto entre o refúgio e o palácio, enganando-os e fazendo-os acreditar que ainda estavam no palácio. Logo, os irmãos Ngo concordaram em entregar-se sob a promessa de um exílio seguro, mas depois de serem presos, foram executados por agentes da ARVN.